# BSV 07 Schwenningen
Ballspielverein 07 Schwenningen e.V. – niemiecki klub piłkarski z siedzibą w mieście Villingen-Schwenningen, występujący w Landeslidze Württemberg, stanowiącej szósty poziom rozgrywek w Niemczech.

## Historia
W 1907 roku został założony klub FC 07 Schwenningen, a rok później FC Viktoria 08 Schwenningen. W 1922 roku doszło między nimi do fuzji, tworząc VfR Schwenningen. W sezonie 1937/1938 występował w Gaulidze (grupa Württemberg), stanowiącej wówczas pierwszy poziom rozgrywek. Zajął w niej jednak ostatnie, 10. miejsce i spadł z ligi.
W 1946 roku wszystkie kluby ze Schwenningen zostały połączone w jeden, nazwany VfL Schwenningen. W latach 1946–1950 grał on w Oberlidze (grupa Südwest). Następnie przestał istnieć, a w jego miejsce powstał na nowo VfR Schwenningen. W 1974 roku doszło do jego fuzji z SC Schwenningen, w wyniku czego utworzono BSV 07 Schwenningen. W sezonie 1976/1977 występował w 2. Bundeslidze (grupa Süd), ale po zajęciu w niej 20. miejsca, spadł z ligi.

## Reprezentanci kraju grający w klubie
- Helmut Haller
- Dragan Mutibarić

## Występy w lidze
| Sezon     | Poziom | Liga                         | Miejsce      |
| --------- | ------ | ---------------------------- | ------------ |
| 1937/1928 | I      | Gauliga (grupa Württemberg)  | 10. (spadek) |
| 1946/1947 | I      | Oberliga Südwest (grupa Süd) | 6.           |
| 1947/1948 | I      | Oberliga Südwest (grupa Süd) | 6.           |
| 1948/1949 | I      | Oberliga Südwest (grupa Süd) | 7.           |
| 1949/1950 | I      | Oberliga Südwest (grupa Süd) | 13. (spadek) |
| 1976/1977 | II     | 2. Bundesliga Süd            | 20. (spadek) |